# Trochalus spectabilis
Trochalus spectabilis är en skalbaggsart som beskrevs av Max Quedenfeldt 1884. Trochalus spectabilis ingår i släktet Trochalus och familjen Melolonthidae. Inga underarter finns listade i Catalogue of Life.